# Дефекатор

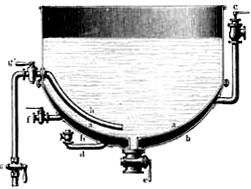
Однокотловий вертикальний дефекатор періодичної дії, Німеччина, XIX століття

Дефекатор (від лат. defaeco — «очищати») — апарат, який використовується при виробництві цукру і призначений для очищення бурякового або очеретяного соку від різних домішок за допомогою негашеного вапна.

## Принцип дії
Важливою стадією виробництва цукру є дефекація цукрового соку — очищення сирого бурякового або очеретяного соку від різних домішок, які перешкоджають подальшій концентрації та кристалізації сахарози, яка потрібна для отримання білого цукру. У процесі дефекації підігрітий цукровий сік перемішується з вапном, яке за допомогою множинних ефектів частину небажаних домішок руйнує хімічно, а іншу частину — хімічно зв'язує в слабкорозчинні опади і, нарешті, основну масу небажаних домішок фізично пов'язує всередині слабкорозчинних опадів інших сполук. З отриманої в результаті маси потім легко випаровують розчин сахарози, яку потім концентрують і кристалізують, а накопичений осад — дефекаційний бруд — утилізують. Дефекація, як правило, проходить при температурі маси близько 80°.
Найпростіший дефекатор являє собою котел, усередині якого відбувається природне перемішування цукрового соку та вапна, а також первинне відділення домішок у вигляді осаду. Котел виготовляється з матеріалів, що володіють стійкістю до корозії, пов'язаної з систематичним впливом негашеного вапна та стійкістю до температури, необхідної для ефективної дефекації. Однак, промислові вимоги, пов'язані з підвищенням продуктивності цукрових заводів і різні методи вдосконалення дефекації сприяли появі різних дефекаторів з більш складним пристроєм.

## Види дефекаторів

### За стадіями дефекації
Для підвищення ефективності дефекації ця процедура часто поділяється на два етапи: попередню та основну. У процесі попередньої дефекації до цукрового соку додається невелика кількість вапна — від 0,2 до 0,3 %, що викликає випадання першого шару опадів. У результаті основний дефекації концентрація вапна збільшується удесятеро до 2—3 %. Найчастіше попередня та основна дефекації проходять при різних температурах. Відповідно дефекатори можуть бути виготовлені спеціально для одного з етапів дефекації, а також можуть бути багатокотловими, комбінуючи в собі всі етапи дефекації. Такий комбінований дефекатор також відомий як апарат гарячої дефекації.

### За способами внесення вапна
Хоча фахівці рекомендують попереднє розведення вапна в «молочко» і подальше домішування молочка до цукрового соку, багато підприємств цукрової промисловості досі використовують додавання твердого вапна безпосередньо в сік. Дефекатори, в яких використовується останній спосіб додавання вапна, обов'язково забезпечують внутрішньою лопатевою мішалкою для ретельного перемішування маси. З іншого боку, прості дефекатори, у яких цукровий сік змішується з вапняним розчином, можуть не проводити внутрішнього механічного перемішування маси. Сучасні дефекатори, т. зв. «дефекатори безперервної дії» і у разі додавання вапна у вигляді «молочка» виробляють механічне перемішування маси всередині котла для забезпечення рівномірного розподілу вапна по цукровому соку.
За типом подачі соку і вапна дефекатори поділяються на горизонтальні та вертикальні. Дефекатори, в які додається вапно в твердому вигляді, завжди вертикальні, таку ж конструкції, як правило, мають й усі прості дефекатори. В інших випадках, коли кілька дефекаторів поєднуються в багатокотловий апарат, може використовуватися горизонтальна конструкція.